# Campeões de Bilheteria
Campeões de Bilheteria é uma sessão de filmes exibida pela TV Globo. Esteve na grade de programação da emissora de 1969 a 1998, retornando em 2020. Atualmente é exibida esporadicamente nas tardes de domingo, quando não há transmissão de partidas de futebol.

## História
Campeões de Bilheteria estreou em 1969. Por falta de informações, não se sabe a data exata da estreia. Sua primeira fase foi exibida até 27 de março de 1998, quando era exibida inicialmente nas madrugadas de terça para quarta. A partir de 1° de abril de 1996, passou a ser exibida diariamente, em substituição às sessões Cineclube (aos domingos, esta de filmes legendados), Sessão Comédia (às segundas), Festival de Sucessos (às quintas) e Classe A (às quartas); até ser cancelada e substituída pelo Intercine, que ocupou o horário depois do Jornal da Globo.
Após 22 anos fora da programação da Globo, a sessão foi resgatada para ocupar a grade dos domingos por conta da paralisação das transmissão das partidas de futebol motivada pela pandemia de Covid-19. Reestreou em 29 de março de 2020 e teve uma breve pausa quando foi substituída por reprises de jogos clássicos, quando retornou em 14 de junho e foi exibida até 2 de agosto de 2020, uma semana antes do retorno das partidas de futebol. Nesse período, a sessão exibiu filmes como Guardiões da Galáxia, O Homem de Aço, X-Men: Dias de um Futuro Esquecido, Jurassic World: O Mundo dos Dinossauros, Os Vingadores, King Kong, Truque de Mestre: O 2° Ato, Kong: A Ilha da Caveira, e entre outros.
Voltou a ser exibida em 14 de março de 2021 por conta da não renovação dos direitos de exibição do Campeonato Carioca de Futebol, que passou a ser transmitido pela RecordTV. Com o seu retorno, foram exibidos os filmes Batman vs. Superman: A Origem da Justiça, Creed: Nascido para Lutar, Star Wars: Os Últimos Jedi, O Espetacular Homem-Aranha, Mulher-Maravilha, Terremoto: A Falha de San Andreas, Homens de Coragem, A Cabana, X-Men: Apocalipse e outros. Entre 4 de abril e 23 de maio, deixou de ser exibida no estado do Rio de Janeiro para dar espaço a Sessão Telecine de Cinema, seguindo com transmissão no restante da rede.
Em 5 de setembro de 2021, por conta do cancelamento da partida entre as seleções brasileira e argentina de futebol válida pelas Eliminatórias da Copa do Mundo FIFA de 2022, com transmissão da emissora, após ação da Agência Nacional de Vigilância Sanitária (ANVISA) por quatro jogadores da equipe visitante não terem cumprido quarentena obrigatória para atender a medidas de prevenção contra a COVID-19 em meio à pandemia provocada pela doença, foi escalado, de forma emergencial, o filme Círculo de Fogo (2013) na sessão até o início da estreia do Domingão com Huck.
A sessão voltou a ser exibida nacionalmente entre 19 de dezembro de 2021 e 23 de janeiro de 2022, cobrindo a lacuna deixada pela antecipação do cancelamento do Zig Zag Arena e o recesso dos jogos de futebol. Desde então, a sessão só é exibida esporadicamente durante o período de pausa das partidas de futebol, apesar desse espaço ser ocupado pelo The Masked Singer Brasil entre os meses de janeiro e abril.